# Lawrence Eagleburger

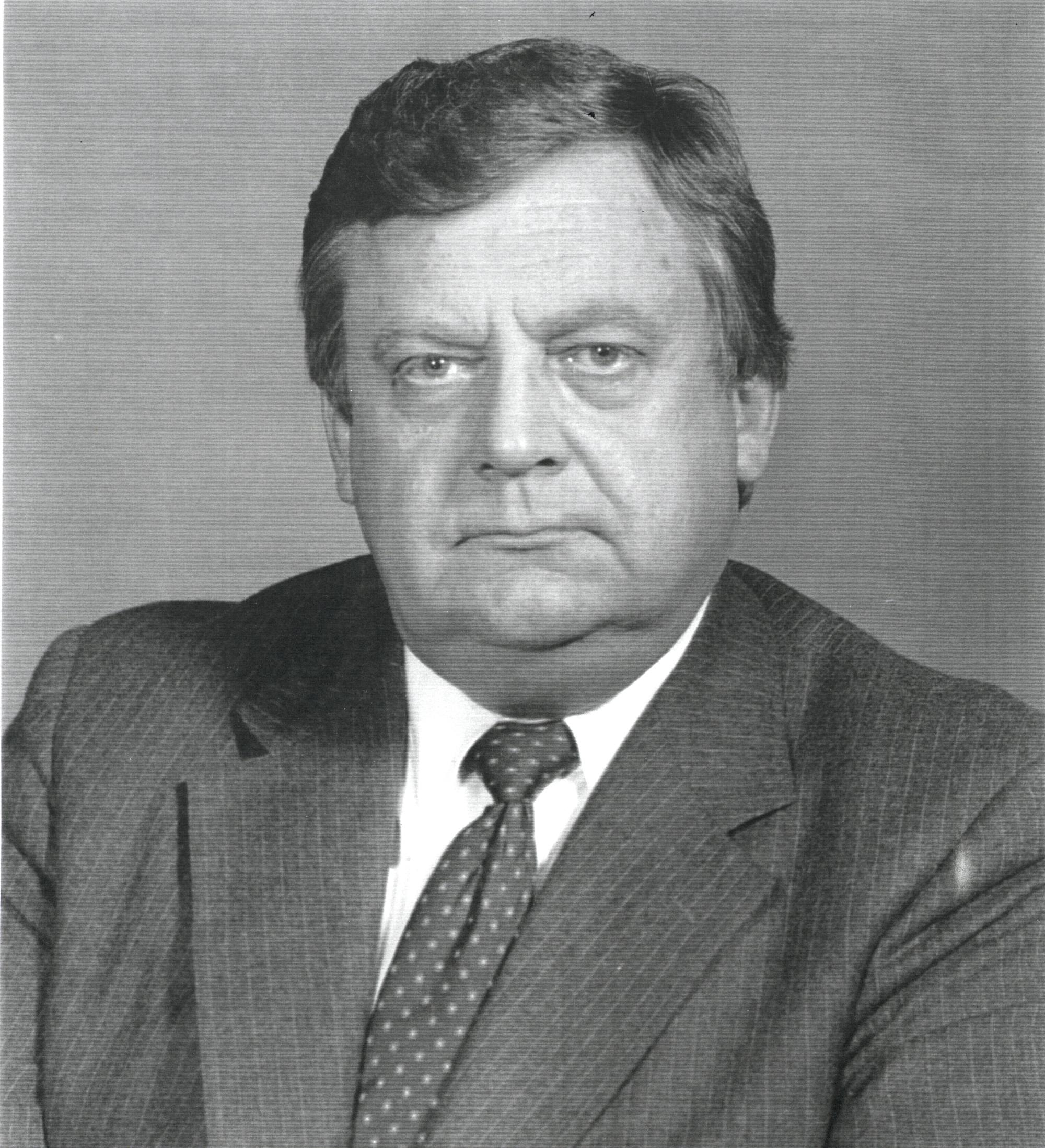
Lawrence Eagleburger während seiner Zeit als US-Außenminister (1992)

Lawrence Sidney Eagleburger (* 1. August 1930 in Milwaukee, Wisconsin; † 4. Juni 2011 in Charlottesville, Virginia) war ein US-amerikanischer Politiker und Diplomat. Er arbeitete unter den Präsidenten Richard Nixon, Jimmy Carter, Ronald Reagan und George H. W. Bush. Letzterem diente er für kurze Zeit als Secretary of State (Außenminister).

## Leben
Lawrence Sidney („Larry“) Eagleburger wurde als Sohn eines Arztes und einer Grundschullehrerin geboren. Die Kriegsjahre verbrachte die Familie in Mississippi und in Seattle, 1946 ließ sie sich schließlich in Stevens Point in Wisconsin nieder. Eagleburger erwarb seinen Bachelor- und Masterabschluss an der University of Wisconsin in Madison. 1957 trat er in den amerikanischen Auswärtigen Dienst ein, wo er auf verschiedenen Posten in Botschaften, Konsulaten und im State Department tätig war. Zwischen 1961 und 1965 war er als Mitarbeiter der US-Botschaft in Belgrad (Jugoslawien) tätig.
1969 wurde er in der Regierung von Präsident Richard Nixon als Assistent des Nationalen Sicherheitsberaters Henry Kissinger tätig. Bis 1971 blieb er auf diesem Posten, danach übernahm er verschiedene Ämter einschließlich jenes des Beraters der US-Gesandtschaft bei der NATO in Brüssel. Als Kissinger zum Außenminister berufen wurde, folgte ihm Eagleburger auf eine Reihe weiterer Posten im State Departement. Eagleburger galt als ein Vertrauter und Protegé von Henry Kissinger. Nach Nixons Rücktritt verließ er die Regierung, wurde aber schnell von Präsident Jimmy Carter zum Botschafter der Vereinigten Staaten in Jugoslawien berufen, ein Amt, das er zwischen 1977 und 1980 innehatte. Von Mai 1981 bis Januar 1982 war er Unterstaatssekretär für Europafragen (Assistant Secretary of State for European Affairs); sein Nachfolger auf diesem Posten wurde Richard Burt.

1982 berief ihn Präsident Ronald Reagan zum Staatssekretär für politische Angelegenheiten (Under Secretary of State for Political Affairs); dieses dritthöchste Amt im Außenministerium nahm er bis Mai 1984 ein. 1989 berief ihn Präsident George H. W. Bush zum Vizeaußenminister (der zweithöchsten Position im State Departement). Er diente dem Präsidenten als erster Berater für Angelegenheiten bezüglich des Zerfalls Jugoslawiens. 

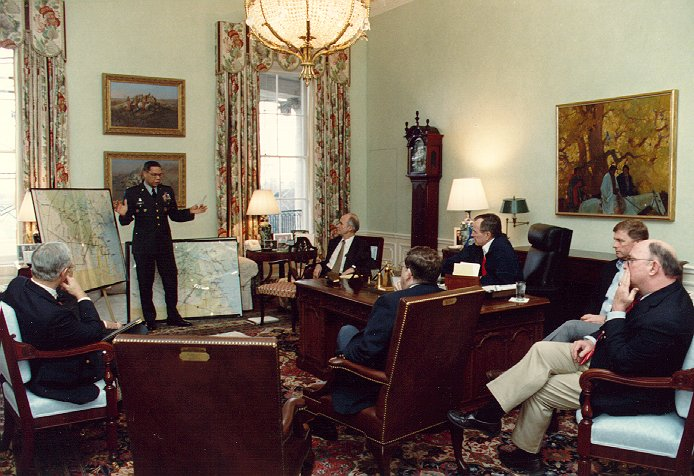
Eagleburger (Stuhl, Mitte) während einer Besprechung zum Golfkrieg 1991

 Als der damalige Außenminister James A. Baker im August 1992 zurücktrat, um Bushs Wahlkampf zu organisieren, übernahm Eagleburger gemäß der Gesetzeslage dessen Amtsgeschäfte (Acting Secretary of State). Nachdem Bush die Präsidentschaftswahlen im November 1992 verloren hatte, berief er Eagleburger zum Außenminister der Vereinigten Staaten. Er schied am 19. Januar 1993 aus dem Amt. Damit war Eagleburger der US-Außenminister mit der zweitkürzesten Amtszeit. Nur Elihu Benjamin Washburne amtierte im März 1869 mit nur elf Tagen im State Department kürzer.

### Nach der Amtszeit
1998 wurde er zum Präsidenten der Internationalen Kommission für Versicherungsansprüche aus der Holocaust-Zeit (ICHEIC) berufen. Nach neun Jahren Tätigkeit war diese Aufgabe im März 2007 zur allseitigen Zufriedenheit gelöst und abgeschlossen. 300 Millionen Dollar (umgerechnet rund 226 Millionen Euro) waren an knapp 50.000 Empfänger ausgezahlt worden.
Im Frühjahr 2010 kritisierte Eagleburger angesichts der wieder aufgeworfenen Falkland-Frage an der neutralistischen Position des US-Präsidenten Barack Obama, dass sie nicht bedingungslos pro-britisch sei.
Eagleburger wurde 1989 mit der Presidential Citizens Medal geehrt, der zweithöchsten zivilen Auszeichnung der USA.

### Persönliches Leben
Eagleburger war in zweiter Ehe von 1966 bis zu ihrem Tod im Jahr 2010 verheiratet mit Marlene Ann Heinemann aus der Heinemannschen Bäckereienfamilie aus Milwaukee. Das Ehepaar hatte zwei Söhne und Eagleburger einen Sohn aus erster Ehe, die alle nach ihrem Vater Lawrence Eagleburger benannt wurden und lediglich nach ihrem Mittelnamen zu unterscheiden sind: Lawrence Scott, Lawrence Andrew und Lawrence Jason Eagleburger. Von der Washington Post nach dieser Namensgleichheit befragt, erwiderte er: „It was ego. And secondly, I wanted to screw up the Social Security system.“ (Übersetzung: „Es war mein Ego. Und zweitens wollte ich das Rentensystem ärgern.“)